# Michel Pignolet de Montéclair
Pour les articles homonymes, voir Pignolet.
Œuvres principales
- Opus 1 : Premier Livre de sonates (1723)
- Opus 2 : Deuxième Livre de sonates (1728)
- Jephté (1732)

Michel Pignolet de Montéclair (baptisé le 4 décembre 1667, décédé le 22 septembre 1737), est un compositeur français de la période baroque.

## Avertissement
Il n'existe malheureusement pas d'ouvrage consacré à ce compositeur et l'indigence des notices montre à quel point il reste encore des musiciens à découvrir. Ce qui suit est une synthèse des connaissances actuelles sur Montéclair.

## Éléments biographiques
Quoiqu'ayant appartenu au cénacle des plus talentueux compositeurs français du XVIIIe siècle, Montéclair demeure encore de nos jours un personnage assez obscur. En cela, on peut faire le parallèle avec un autre compositeur : Marc-Antoine Charpentier. 
La plupart de ses rares œuvres sont cependant d'une grande qualité.

### Les débuts
Baptisé à Andelot, dans la Haute-Marne, le 4 décembre 1667, Michel Pignolet ou Pinolet entama des études traditionnelles en devenant enfant de chœur à la cathédrale de Langres, et ce dès le 27 janvier 1676. On ne connaît rien des antécédents musicaux de sa famille. Cependant, au sein de sa province, il reçoit sans doute les encouragements de Nicolas Goupillet (vers 1650-1713), qui officiait alors à la cathédrale comme maître de chapelle. Ce personnage fut bientôt choisi comme sous-maître de la Chapelle royale lors d’un concours organisé par Louis XIV en 1683, alors qu’il dirigeait la musique à la cathédrale de Meaux, grâce à l'appui de l’évêque de Meaux, Jacques-Bénigne Bossuet. 
Toutefois, incapable d'assurer la composition des motets quotidiens, il paya en secret Henry Desmarest, alors « page de la musique du Roy », afin de pallier sa propre incompétence ; la supercherie découverte, Goupillet fut licencié en 1692 et remplacé par Michel-Richard de Lalande. Donner à Michel Pignolet un tel maître n’est certes pas glorieux, mais on sait que le jeune garçon admira sans doute son remplaçant, Jean-Baptiste Moreau. Ce dernier, nommé à Langres en 1681, n’y demeura que cinq mois, avant de se marier et de partir pour Dijon, puis Paris auprès de Marie-Anne de Bavière, épouse depuis 1680 du Grand Dauphin. 
Très célèbre pour son activité à Saint-Cyr auprès de Madame de Maintenon, « Moreau a fait d'excellents Élèves dans son Art, ayant montré le Chant et la Composition à des Personnes qui se sont acquis une grande réputation. De ce nombre on mettra Monte-Clair, auteur de la Musique de l'Opéra des Fêtes de l'Été, et de celui de Jephté ; et de plusieurs Cantates et Symphonies » (Évrard Titon du Tillet). 
Mais Michel Pignolet n’aura pas l’occasion de goûter trop longtemps les leçons de Moreau, et c’est sous la direction d’un ancien maîtrisien de Langres que le jeune garçon poursuit son apprentissage. Pourtant, Paris le tente. Sur les conseils de ses anciens maîtres, il arrive dans la capitale vers 1687 et ajoute le sobriquet « Montéclair » à son patronyme, du nom d’un château datant du XIIIe siècle sur la butte de Montéclair à Andelot (où fut signé le traité entre Gontran de Bourgogne et Childebert d’Austrasie en 587).
Grâce au frontispice de sa Nouvelle méthode pour apprendre la musique (1709), on sait que Montéclair devint assez tôt maître de la Musique de Charles-Henri de Lorraine, comte puis prince de Vaudémont et de Commercy, gouverneur du Milanais, qu'il accompagna probablement en Italie. Les informations sur cette période de sa vie sont assez rares, mais il semble avoir passé quelque temps à Milan jusqu’en 1699, date à laquelle il est de retour à Paris. Montéclair est reçu à la fin de la même année comme basse de violon dans le « petit chœur » de l'orchestre de l'Académie Royale de Musique. C’est sans doute en Italie qu’il découvrit la contrebasse, instrument qu’il introduisit, dit-on, dans l’orchestre de l’Opéra. 
Par tradition, Montéclair joua le premier de cette « basse de violon à l'octave » en 1701, dans la tragédie lyrique Scylla de Theobaldo di Gatti dit « Théobalde » (1650-1727), sur un livret de Joseph-François Duché de Vancy. Chargé notamment de l'éducation musicale de Marguerite-Antoinette Couperin (1705-v.1778), l’une des deux filles de François Couperin « le Grand », Montéclair se pose dès lors en fin pédagogue, avec une Méthode pour apprendre à jouer du violon avec un abrégé des principes de la musique (1711), son « Recueil de brunettes » (vers 1730), ses Principes de musique divisés en quatre parties (1736) et une Nouvelle méthode pour apprendre la musique par des démonstrations faciles suivies d'un grand nombre de leçons à une et à deux voix, avec des tables qui facilitent l'habitude des transpositions et la connaissance des différentes sortes de mesures (s.d.). 
S’inscrivant dans une vogue de publication de méthodes pour divers instruments (qui connaîtra son apogée avec Michel Corrette), Montéclair se fera également connaître pour ses petits démêlés avec Jean-Philippe Rameau, par l’intermédiaire du Mercure de France : « Conférence sur la Musique » (article de Montéclair attaquant Rameau, juin 1729) ; « Examen de la Conférence sur la musique » (réponse de Rameau à Montéclair, octobre 1729) ; « Observations sur la Méthode d’accompagnement pour le clavecin et la règle d'octave » (février 1730) ; « Plan abrégé d'une nouvelle méthode d'accompagnement » (Montéclair répondra dans l'édition de juin 1730)…

### Premières compositions
Comme pour tester son public, Michel Pignolet livre assez vite deux petits motets, sans doute destinés au Concert Spirituel (O sacrum convivium et Properate huc), ainsi que quelques motets à grand chœur, malheureusement perdus. Une messe en musique sera également chantée à la fête de Saint-Sulpice en mai 1735. Alors que Marin Marais (1692) et Michel de La Barre (1694 et 1700) brillaient à la cour de Versailles grâce à leurs trios (formation dont raffolait Louis XIV), Montéclair ne tarda pas à livrer une Sérénade ou concert divisé en trois suites pour les violons, flûtes et hautbois (1697). Le Sommeil qui en constitue le pivot illustre parfaitement l’atmosphère qui régnait dans les salons du monarque et la recherche constante de cette « affection générale des sens » propre aux langueurs. Montéclair annonce déjà Louis-Antoine Dornel et son premier Livre de Symphonies en trio de 1709. 
Très occupé à l’Opéra, Michel Pignolet s’inscrit alors dans un vaste mouvement consistant à apporter la scène chez le particulier. En effet, les nombreux succès qui y furent applaudis encouragèrent les auteurs à transcrire pour instruments à la mode les airs qui se fredonnaient au sortir de la scène. Ainsi, Montéclair, comme bon nombre de ses contemporains, fit éditer des Brunettes anciennes et modernes appropriées à la flûte (généralement datées de 1695), puis des Menuets tant anciens que nouveaux qui se dansent au bal de l'Opéra, Ier recueil contenant 101 menuets en 10 suites par Mr Montéclaire (s.d.). On y retrouve des pièces à succès tel « L’autre jour ma Cloris » qu'Hotteterre reprendra en 1715 dans ses Airs et brunettes à deux et trois dessus pour les flûtes traversières tirez des meilleurs autheurs, anciens et modernes ; ensemble les airs de messieurs Lambert, Lully, De Bousset, etc. les plus convenables à la flûte traversière seule ornez d’agrémens. Sur des sujets pastoraux et populaires, témoignant du goût progressif de la bourgeoisie et de la noblesse pour ces brefs « instants campagnards » travestis toutefois en dentelle, ces petits airs étaient bien souvent agrémentés de doubles en imitation : amour, campagne, guerre, vin, libertinage et morales de société… autant de thèmes qui permettaient aux auteurs de synthétiser leur pensée de manière efficace.
Ami de François Couperin, Montéclair fut sans doute séduit par les fameux Concert Royaux que son confrère publia dès 1714 en tentant par là de réunir les goûts français et italiens qui divisaient les amateurs en ces premières années du XVIIIe siècle. Ainsi, en préface à ses propres Concerts pour la Flûte traversière avec la Basse chiffrée (1724), Michel Pignolet prend-il soin de spécifier que « les Pièces qui composent ces Concerts, sont les unes dans le goût François, les autres dans le goût Italien et conviennent toutes à la Flûte traversière ». L’hommage qu’il rend d’ailleurs à Couperin dans le second Concert, en do mineur, est flagrant.

### Pièces de chambre: entre France et Italie
Pourtant, et ceci depuis les premiers essais de La Barre en 1709, la mode était à la conversation galante et raffinée, au duo à deux voix égales. Les Concerts à deux violes esgales de Sainte-Colombe n’avaient-ils pas déjà charmé les plus sensibles des interprètes ? Consistant en des « raisonnements et déraisonnements courts » selon Montesquieu, cet art sera développé par tous les compositeurs parisiens du siècle. En cette année 1723 où Montéclair livre ses Concerts à deux Flûtes traversières sans basses, Hotteterre avait déjà adapté aux flûtes les sonates en duo de Roberto Valentine (opus 5) et de Francesco Torelio (opus 1). 
De même, Boismortier avait-il choisi d’entamer sa carrière parisienne par la publication de quatre recueils similaires (opus 1, 2, 6, 8), bientôt rejoints par des duos de viole, de hautbois et de musette. Alexandre de Villeneuve intitulera même son opus 2 (1733) : Conversations en manière de sonates pour deux flûtes ou deux violons ou deux violes... Cet art de l’imitation, de la conversation galante et raffinée, de l’imitation des deux voix sera également prôné par Quantz lorsqu’il s’agira de conseiller l’apprentissage des jeunes flûtistes. Là encore, « Monsieur Montéclair de l’Académie Royale de Musique » juge que ses Concerts sont la réunion des goûts italiens et français tout en prenant soin d’en ouvrir l’exécution aux « Violons, Violes et autres Instrumens ». Dès le Prélude du second Concert en mi mineur, l’auteur choisit clairement l’imitation. Si le second dessus y est traité de manière égale, il retrouve bien vite son rôle d’accompagnateur dans l’air qui suit, où la première flûte développe de longs mélismes. Gavotte et menuets introduisent bientôt deux courantes « à la manière Françoise » (rythme à 3/2 caractéristique) et « à la manière Italienne » (noté croches égales et plus brillant). Le souci didactique de Montéclair se retrouve également dans la Plainte en Dialogue où l’auteur prend le soin de noter certains passages « sans port de voix » et « coulez sans tremblement » afin d’alléger le discours. Deux Menuets et trois Airs « dans le goût ancien » et « dans le goût des Brunettes » achèvent la Suite en témoignant des prédispositions de Montéclair pour l’opéra. N’oublions pas qu’il a déjà publié près de 24 cantates françaises en trois livres (v.1709, 1716 et 1728), qu’il triomphe depuis 1716 sur la scène dans son opéra-ballet Les Fêtes de l’Été (sur un livret de Marie-Anne Barbier) et qu’il récidivera avec succès en 1732 avec un opéra biblique, Jephté, sujet déjà traité par Moreau pour Saint-Cyr.

### L'Opéra justement
La tradition veut que ce soit en entendant Jephté de Montéclair que Rameau se décida à se lancer à l'assaut de l'Académie : « C'est elle qui, de l'aveu du célèbre M. Rameau, a été la cause occasionnelle dont il a enrichi notre théâtre lyrique. Ce grand homme entendit Jephté ; le caractère noble et distingué de cet ouvrage le frappa... Il conçut dès ce moment que notre musique dramatique était susceptible d'une nouvelle force et de nouvelles beautés. Il forma le projet d'en composer, il osa être créateur. Il n'en convient pas moins que Jephté procura Hippolyte et Aricie ».
Associé à son neveu François Boivin dans l’exploitation d’un célèbre magasin de musique à Paris (rue Saint-Honoré, « à la règle d’or »), où furent gravées en taille douce la plupart de ses œuvres, Montéclair terminera sa vie pensionné par Louis XV, sera inhumé dans l'église de Domont, en Val d'Oise, le 23 septembre 1737.

## Catalogue
Ce catalogue a été établi grâce au fichier du département musique de la Bibliothèque nationale de France, du RISM et des différents dictionnaires d'éditeurs du XVIIIe siècle. Il est à noter que l'orthographe originale a été conservée (par exemple le mot instrumens ne prend pas de « t », etc.).
- 1695 : Brunettes anciennes et modernes appropriées à la flûte
- 1697 : Sérénade ou concert divisé en trois suites pour les violons, flûtes et hautbois
- 1709 : Premier Livre de Cantates composé de Six Cantates Françoises et deux Cantates Italiènes à voix seule et avec symphonie
- 1709 : Nouvelle Méthode pour apprendre la Musique par démonstrations faciles, suivies d'un grand nombre de leçons à une et à deux voix avec des tables qui facilitent l'habitude des transpositions et la connaissance des différentes sortes de mesures
- 1711 : Méthode facile pour apprendre à jouer du violon avec un abrégé des principes de la Musique
- 1716 : IIe Livre de Cantates françoises et Italiènes à voix seule et avec un dessus de violon ou de flûte
- 1716 : Les Fêstes de l’Été, réimprimées en entier avec l'entrée nouvelle intitulée La Chasse, opéra-ballet en 3 actes et un Prolgue sur un livret de l'abbé Joseph Simon Pellegrin sous le nom de Mr [sic] Barbier, créé à l'Académie Royale de Musique, le vendredi 12 juin 1716 et repris avec une entrée supplémentaire le 19 septembre de la même année : On admira les voix du ténor Murayre et de Mlle Antier (dans les rôles de Vénus et d'Armide)
- 1723 : (VI) Concerts à deux Flûtes traversières sans basses composés par Monsieur Montéclair de l'Académie Royale de Musique. Ces Concerts dont les Pièces sont les unes dans le goût François et les autres dans le goût Italien, ne conviennent pas moins aux Violons, Violes et autres Instrumens, qu'aux Flutes Traversières
- 1724 : (VI) Concerts pour la Flûte traversière avec la Basse chiffrée Composés par Mr. Monteclair. Les pièces qui composent ces Concerts sont les unes dans le goût François et les autres dans le goût Italien, et conviennent toutes à la Flûte Traversière ; néanmoins il y en a quelques-unes dont le caractère est plus propre au Violon, au Hautbois ou à la Flûte à bec qu'à la Flutes Traversière, c'est ce qui sera marqué au commencement de chaque Pièce.
  - 1er Concert en E si mi tierce majeure : La Françoise (Gay) / Les Tourterelles (Tendrement) / L'Allemande / L'Angloise (Air) / La Mantoüane (Croches égales) / La Genoise (Mouvement de Gige) / Sommeil des Festes de l'Été (Lentement) / Le Poitevin (Menuet) / Le Breton (passepied) / Le Parisien (Air dans le goût des Brunettes - Lentement) / L'Auvergnate (Badine - Légèrement) / La Florentine / L'Espagnol (Prélude - lentement) / La Milanoise (Gay) / La Vénitiene (Rondeau - Gay).
  - 2e Concert en g ré sol tierce mineure : Prélude (Lentement) / Allemande / Courante à l'Italienne (croches égales) / Rondeau (Tendrement) / Plainte (Tendrement) / Sarabande (Tendrement) / Le Rémouleur (« La Violle esprime la Roüe / Le Clavecin esprime l'effet du pied qui fait tourner la roüe ») / Rondeau (Un peu légèrement) / Croches égales / Air / Fugue.
  - 3e Concert en C sol ut tierce majeure : Ouverture / Premier Menuet (Musette ou Vielle) / 2e Menuet (Lentement) / Pastourelle / La Boulognoise - Gigue / Musette des Festes de l'Eté / 2e Musette / Menuet / Villanelle / Menuet / Air des Festes de l'Eté / 1re Pastourelle des Festes de l'Eté / 2e Pastourelle / Sarabande des Festes de l'Eté (Lentement) / Sarabande nouvelle (Légèrement) / Marche des Bergers des Festes de l'Eté / Rigodon des Festes de l'Eté / Contredance des Festes de l'Eté / La Champenoise des Festes de l'Eté / La Chasse - Air des Festes de l'Eté.
  - 4e Concert en E si mi tierce mineure : La Mélancolique (lentement) / La Joyeuse / Les Ondes (Légèrement) / Les Nayades (Gayment) / La Ténébreuse (Lentement) / Sarabande (Tendrement) / Allemande (Gayment) / Double de l'Allemande sur la basse précédente / Courante / 1re Folette (Gayment) / 2e Folette / Chaconne (Gayment) / Fugue
  - LA GUERRE, 5e Concert Dessus et basse en D la ré tierce majeure : Marche [hautbois ou violon] / Arrivée au camp [trompettes, timbales, hautbois et bassons] / Mélange des Trompettes, des Timballes, des Hautbois, des Fifres et des Tambours / Concert sous la tente du Général, pendant la tranquillité de l'Armée (Lentement) / Air (Gracieusement) / Sarabande (Tendrement) / Fugue (Légèrement) / Boute-selle (Violons et hautbois) / La Charge (Viste) / Le Canon et la Mousqueterie - Plainte des blessés / Combat des armes blanches (légèrement) / La Mêlée générale (Vite) / La Victoire - Fanfare sur le Champ de bataille / Marche pour le retour de l'Armée.
  - LA PAIX, 6e Concert dessus et basse en G ré sol tierce majeure : Rondeau (imitation des trompettes/mellange des trompettes et des musettes) / Mellange des Fifres, des tambours et des musettes / Nopce de Village - La Sérénade - Ouverture / Légèrement / Air en rondeau (Gay) / Air par imitation (Lentement) / Branle en Rondeau (gay) / Sommeil (Gracieusement) / Le Réveil matin - Rondeau / Carillon du Moutier / Marche des Mariés au Moutier (Gay) / Le Retour du Moutier (plus gay) / Le Bal - Menuet des mariés / 1re Pastourelle - Bourés / 2e Pastourelle / Gavotte / Musette / Contredance (Gay).
- 1728 : IIIe Livre de Cantates françoises et Italiènes à voix seule et Symphonie
- 1732 : Jephté, opéra biblique sur un livret de Joseph Simon Pellegrin
- 1735 : (mai) Messe en musique chantée à l'église Saint-Sulpice (perdue)
- 1736 : Principes de Musique divisés en quatre parties
- s.d. : Menuets tant anciens que nouveaux qui se dansent au bal de l'Opéra, Ier recueil contenant 101 menuets en 10 suites par Mr Montéclaire
- s.d. : O sacrum convivium (petit motet ms. Paris, BNF)
- s.d. : Properate hunc (petit motet ms. Paris, BNF)
- s.d. : Plusieurs grands motets joués au Concert Spirituel (perdus)

### Pour écouter sa musique
- Concerts & Cantates françaises, La Mort de Didon, Le Dépit amoureux, Le Retour de la paix, Concert pour dessus et basse n°4, Concert pour dessus et basse n°1, Jacqueline Nicolas, Pariser Quartet (Pierre Vérany) 1989
- Jephté, Suite instrumentale, Ensemble Baroque de Limoges, dir. Jean-Michel Hasler. CD Ades 1990
- Concerts pour la flûte traversière, 1, 2, 3, 4, Hedos-Ensemble. CD CPO 1993
- Jephté, tragédie lyrique, Jacques Bona, Jephté, Sophie Daneman, Iphise, Claire Brua, Almasie / Vénus, Nicolas Rivenq, Phinée / Apollon, Jean-Claude saragosse, Abner, Mark Padmore, Ammon, Les Arts florissants, dir. William Christie 2 CD Harmonia Mundi 1992 report 2002  2015.
- Jephté, tragédie lyrique, Tassis Cristoyanis, Jephté, Judith Van Wanroij, (Almasie, La Vérité), Chantal Santon Jeffery, Iphise, Zacary Wilder, Ammon, Thomas Dollié, Phiné, Katia Velletaz, (Terpsichore, Vénus, une habitante de Maspha, une israélite, Élise, une bergère), Purcel Choir, Orfeo Orchestra, dir. György Vashegyi. 2 CD Glossa 2020. Diapason d'or
- Quatrième Concert pour hautbois, clavecin et basse de viole (extraits) - Quatrième Cantate : Pan et Syrinx et Troisième Cantate : La Badine, Judith Nelson soprano, Jacques Vandeville, hautbois, Ariane Muller, basse de viole, William Christie, clavecin LP ARN 38421 Arion 1978 report CD ARN 55433 Arion 1998.  (Chefs-d'œuvre retrouvés, première mondiale).
- La Mort de Didon, Il Dispetto in Amore, Le Triomphe de l'Amour, Morte di Lucretia, Pyrame et Thisbé, (cantates), Les Arts Florissants, dir. William Christie CD Harmonia Mundi 1988 report 2016.
- Le Retour de la paix, Pan et Syrinx, Le Triomphe de la constance, La Mort de Didon, La Morte di Lucretia, (Cantates), Emma Kirby, soprano, London Baroque CD BIS 2011.
- A la Guerre, Cinquième Concert, La Guerre, Quatrième et troisième Concert, Sixième Concert, La Paix, Gabriele Cassone, trompette naturelle, Antonio Frigé, clavecin, Ensemble Pan & Forte,CD Dynamic 2011
- Musique de chambre avec flûte (2e concert pour dessus et basse, 7 brunettes, 2e concert à 2 flûtes) par Frank Theuns et l'ensemble « Les Buffardins » (Accent)
- Intégrale des six Concerts pour dessus et basse par Enrico di Felice et l'ensemble « L'Apothéose » (Stradivarius)
- 2e Concert pour dessus et basse par Stéphan Perreau (Pierre Vérany)
- Six Concerts à deux flûtes Traversières sans basse, Marie-Céline Labbé, Marion Treupel-Franck 2 CD Ramsée outhere 2011
- La Guerre, Le Retour de la paix, 2 cantates, Dorothée Leclair, soprano, Le Parlement de Musique, dir. Martin Gester CD K 617 2011
- Le Dépit généreux, La Bergère, Plainte en dialogue, (3 cantates), Eva ZaÏcik, mezzo-soprano, Justin Taylor, clavecin et orgue, Le Consort CD Alpha 2018
- Sérénade ou Concert, divisé en 3 suites de Pièces, Airs champêtres, Airs tendres, Airs de fanfares, Ensemble Odyssée. CD Pan classics 2019